# Zonantes mississippiensis
Zonantes mississippiensis es una especie de coleóptero de la familia Aderidae.

## Distribución geográfica
Habita en el Misisipi (Estados Unidos).